# Štěpán Hevák
Štěpán Hevák, född 1896 i Jilemnice, död 1944 i Prag, var en tjeckoslovakisk vinteridrottare. Han var aktiv inom längdskidåkning under 1920-talet. Hevák medverkade vid Olympiska vinterspelen 1924 i längdskidåkning 18 km, där han kom på sjuttonde plats. Han ställde även upp på 50 km och placerade sig på tolfte plats.